# Hofanlage Langepatt 11
Die Hofanlage Langepatt 11 im niedersächsischen Elsfleth-Moorriem, Bauerschaft Neuenbrok, im Landkreis Wesermarsch stammt aus dem frühen 19. Jahrhundert.

Aktuell (2023) wird sie als Wohnhaus und wohl landwirtschaftlich genutzt.
Die Gebäude stehen unter Denkmalschutz (siehe auch Liste der Baudenkmale in Elsfleth).

## Geschichte
Die Hofanlage auf einer Wurt und auf einem großen Grundstück mit Baumbestand besteht aus
- dem eingeschossigen traufständigen Wohn- und Wirtschaftsgebäude vom Anfang des 19. Jahrhunderts (um 1800) als Zweiständer-Hallenhaus in Fachwerk mit Steinausfachungen, Wirtschaftsgiebel 1864 (Inschrift) in Backstein erneuert, mit reetgedecktem Krüppelwalmdach, Niedersachsengiebeln mit Uhlenloch sowie der Grooten Door mit Korbbogen und darüber Ladeluke,[2]
- der eingeschossigen traufständigen Scheune aus dem 19. Jahrhundert mit Satteldach und einem Verbindungsbau zum Hauptgebäude,
- dem eingeschossigen Stall
- sowie weiteren nicht denkmalgeschützten Nebenanlagen.

Das Landesdenkmalamt befand: „… geschichtliche Bedeutung … als beispielhaftes Fachwerkhallenhaus der Zeit um 1800 mit einem nach der Mitte des 19. Jhs. in Backstein umgebautem Wirtschaftsteil … .“